# T-37
De T-37 lichte amfibische tank was een amfibisch patrouillevoertuig van de Sovjet-Unie in de jaren 30, gebaseerd op de Franse AMR 33 lichte tank. De T-37 was de eerste amfibische tank in de wereld die dienstdeed in een leger. In een later stadium werd de T-37 vervangen door de meer geavanceerde T-38.